# 2012 en football
Cet article présente les faits marquants de l'année 2012 en football.

## Chronologie mensuelle

### Janvier
- 3 janvier : Championnat d'Angleterre : Manchester City s'impose 3 buts à 0 face à Liverpool[1].
- 4 janvier :  le jeune attaquant allemand Marco Reus est transféré du Borussia Mönchengladbach au Borussia Dortmund. Le transfert s'élève à 17,5 millions d'euros, et sera effectif à l'issue de la saison[2].
- 7 janvier : Championnat d'Italie : à noter la large victoire de l'Inter Milan sur le club de Parme (5-0)[3].
- 9 janvier : Lionel Messi (FC Barcelone) remporte pour la troisième fois consécutive le Ballon d'Or. Messi devance Cristiano Ronaldo et son coéquipier du Barça, Xavi Hernández. Pep Guardiola (FC Barcelone) est désigné meilleur entraîneur de l'année[4].
- 16 janvier : le défenseur anglais Gary Cahill signe un contrat de 5 ans et demi en faveur du club londonien de Chelsea[5].
- 21 janvier :
  - Coupe de France, seizièmes de finale : grosse surprise avec l'élimination de l'AC Ajaccio (Ligue 1) par le club de Bourg-Péronnas (CFA). Score : 3-2 après prolongation[6].
  - Début de la Coupe d'Afrique des nations avec en match d'ouverture une victoire de la Guinée équatoriale sur la Libye (1-0)[7].
- 22 janvier : Championnat d'Angleterre : à l'Emirates Stadium, Arsenal s'incline sur le score de 1-2 face à Manchester United[8].
- 31 janvier : le footballeur italo-brésilien Thiago Motta est transféré de l'Inter Milan au Paris Saint-Germain[9].

### Février
- 1er février :
  - Championnat d'Italie : prolifique match nul entre l'Inter Milan et Palerme (4-4). Diego Milito inscrit 4 buts en faveur des Nerazzurri. Du côté de Palerme, les buts sont inscrits par Fabrizio Miccoli (x3), et Andrea Mantovani[10].
  - Championnat d’Égypte : affrontements meurtriers lors d'un match à Port-Saïd entre Al Masry et Al Ahly. Bilan : 79 morts et plusieurs centaines de blessés[11].
    - Article détaillé : Drame du stadium de Port-Saïd.
- 2 février : Vanderlei Luxemburgo est limogé de son poste d'entraîneur de Flamengo (Brésil). Joel Santana le remplace[12].
- 4 février : Championnat d'Angleterre : à noter la large victoire d'Arsenal sur les Blackburn Rovers (7-1). Robin van Persie inscrit 3 buts[13].
- 5 février :
  - Championnat d'Italie : au Stadio Olimpico, la Roma s'impose 4-0 sur l'Inter Milan[14].
  - Championnat d'Angleterre : à Stamford Bridge, Manchester United tient en échec le club de Chelsea (3-3)[15].
  - Championnat de France : au Stade Vélodrome, l'Olympique de Marseille et l'Olympique lyonnais se neutralisent (score : 2-2)[16].
- 6 février : Míchel devient le nouvel entraîneur du FC Séville. Il remplace Marcelino, licencié à cause de mauvais résultats[17].
- 8 février : Fabio Capello démissionne de son poste de sélectionneur de l'équipe d'Angleterre[18]. Stuart Pearce assure l'intérim.
- 11 février : Championnat d'Angleterre : à Old Trafford, Manchester United s'impose 2-1 sur Liverpool avec un doublé de l'attaquant Wayne Rooney[19].
- 12 février :
  - Championnat de France : prolifique match entre Lille et Bordeaux. Les girondins s'imposent 4-5 au Stadium Nord au terme d'un match à suspense[20].
  - Coupe d'Afrique des nations, finale : la Zambie crée la surprise en battant la Côte d'Ivoire aux Tirs au but[21]. Didier Drogba rate un pénalty à la 70e minute de jeu. C'est la 1re CAN remportée par la Zambie[22]. Le Mali termine 3e du tournoi en battant le Ghana[23].
- 14 février : Ligue des champions de l'UEFA, huitièmes de finale aller : au Stade de Gerland, l'Olympique lyonnais s'impose 1-0 sur le club chypriote de l'APOEL Nicosie[24]. Dans le même temps, le FC Barcelone s'impose 3-1 sur la pelouse du Bayer Leverkusen avec un doublé d'Alexis Sánchez[25].
- 15 février : Ligue des champions de l'UEFA, huitièmes de finale aller : le Milan AC s'impose 4-0 sur le club londonien d'Arsenal avec un doublé de Robinho[26]. En parallèle, le Zénith Saint-Pétersbourg s'impose 3-2 sur le Benfica Lisbonne, avec 2 buts de Roman Chirokov[27].
- 19 février : Championnat d'Espagne : large victoire du FC Barcelone sur le FC Valence (5-1). Lionel Messi inscrit 4 buts[28]. À noter par ailleurs le prolifique match entre Levante et le Rayo Vallecano (score : 3-5)[29].
- 21 février : Ligue des champions de l'UEFA, huitièmes de finale aller : l'équipe italienne de Naples s'impose 3-1 sur le club londonien de Chelsea avec un doublé d'Ezequiel Lavezzi[30]. Dans le même temps, le Real Madrid fait match nul (1-1) sur la pelouse du CSKA Moscou[31].
- 22 février : Ligue des champions de l'UEFA, huitièmes de finale aller : le club suisse du FC Bâle s'impose 1-0 sur les Allemands du Bayern Munich[32]. En parallèle, l'Olympique de Marseille s'impose 1-0 sur l'Inter Milan, grâce à un but en toute fin de match d'André Ayew[33].
- 25 février : 
  - Championnat de France : au Stade de Gerland, spectaculaire match nul entre l'Olympique lyonnais et le Paris Saint-Germain (score : 4-4)[34].
  - Championnat d'Italie : match nul (1-1) entre le Milan AC et la Juventus[35].
- 26 février :
  - Championnat d'Angleterre : dans le North London derby, Arsenal s'impose 5-2 sur Tottenham. Tottenham menait pourtant 2-0 à la 34e minute de jeu[36].
  - Coupe de la Ligue anglaise, finale : Liverpool remporte la 8e Carling Cup de son histoire en battant le club de Cardiff (Division 2) aux Tirs au but[37].

### Mars
- 3 mars : Championnat d'Angleterre : Arsenal s'impose 2-1 sur la pelouse de Liverpool avec un doublé de Robin van Persie[38].
- 4 mars :
  - André Villas-Boas est limogé de poste de manager de Chelsea à cause d'une série de mauvais résultats. Roberto Di Matteo, son adjoint, le remplace jusqu’à la fin de la saison[39].
  - Coupe d'Afrique du Sud : à noter le score inhabituel entre les Mamelodi Sundowns et le Powerlines FC (24-0)[40].
- 6 mars : Ligue des champions de l'UEFA, huitièmes de finale retour : Arsenal s'impose 3-0 sur le Milan AC[41] mais n'est pas qualifié, au vu du 4-0 encaissé à l'aller. De son côté le Benfica Lisbonne élimine le Zénith Saint-Pétersbourg (score du match retour : 2-0)[42].
- 7 mars : Ligue des champions de l'UEFA, huitièmes de finale retour : le FC Barcelone se qualifie pour les quarts de finale en battant le Bayer Leverkusen (7-1)[43], avec cinq buts de Lionel Messi, premier joueur à inscrire autant de buts lors d'un match de Ligue des champions[44]. De son côté, l'APOEL Nicosie créé la surprise en éliminant l'Olympique lyonnais aux tirs au but[45]. Le budget de l'APOEL s'élève à seulement 10 millions d'euros, contre 150 millions pour l'OL[46].
- 10 mars :
  - Major League Soccer : l'Impact de Montréal joue à Vancouver son premier match en MLS[47].
  - Championnat d'Allemagne : à noter la large victoire du Bayern Munich sur le club d'Hoffenheim (7-1). Mario Gómez inscrit 3 buts[48].
- 12 mars : Philip Cocu devient le nouvel entraîneur du PSV Eindhoven. Il remplace Fred Rutten[49].
- 13 mars : Ligue des champions de l'UEFA, huitièmes de finale retour : l'Olympique de Marseille est battu 2 à 1 par l'Inter Milan[50], mais se qualifie pour les quarts-de-finale au vu du match aller et de la règle des "buts à l'extérieur". En parallèle, le Bayern Munich se qualifie en étrillant le FC Bâle (7-0), avec un quadruplé de Mario Gómez[51].
- 14 mars : Ligue des champions de l'UEFA, huitièmes de finale retour : le Real Madrid se qualifie pour les quarts-de-finale en éliminant le CSKA Moscou (score : 4-1)[52]. De son côté, Chelsea se qualifie pour les quarts en battant le club de Naples sur le même score[53].
- 15 mars : Ligue Europa, huitièmes de finale : grosse surprise avec le club de Manchester United qui se fait éliminer de la Ligue Europa par l'Athletic Bilbao (score : 3-2, et 2-1)[54].
- 17 mars :
  - Fabrice Muamba est victime d'un arrêt cardiaque sur la pelouse de White Hart Lane, lors du quart-de-finale de Coupe d'Angleterre entre Tottenham et Bolton. Le match est suspendu puis reporté[55].
  - Championnat d'Allemagne : large victoire du Bayern Munich sur le Hertha Berlin (6-0). Arjen Robben inscrit 3 buts[56].
- 19 mars : Miguel Ángel Lotina devient le nouvel entraîneur du Villarreal CF à la place de José Francisco Molina[57].
- 20 mars :
  - Championnat d'Espagne : grâce à son hat-trick face à Grenade, Lionel Messi devient le meilleur buteur en matchs officiels de toute l'histoire du FC Barcelone[58].
  - Coupe de France, quarts de finale : l'US Quevilly, club de National, créé la surprise en éliminant l'Olympique de Marseille (score : 3-2 après prolongations)[59]. Il s'agit de la septième défaite consécutive pour l'OM, toutes compétitions confondues[60].
- 21 mars : Coupe de France, quarts de finale : le Gazélec d'Ajaccio, équipe de National, fait sensation en éliminant le club de Montpellier, qui occupe alors la 2e place au classement de Ligue 1 (score : 1-0)[61]. En parallèle, le Stade rennais sort Valenciennes (1-3)[62], tandis que Lyon écarte le PSG (1-3) au Parc des Princes[63].
- 25 mars : Championnat d'Allemagne : à noter la très large victoire du Borussia Dortmund sur la pelouse du FC Cologne (1-6)[64].
- 26 mars : Claudio Ranieri est limogé de son poste d'entraîneur de l'Inter Milan. Andrea Stramaccioni, entraîneur de l'équipe des jeunes, le remplace[65].
- 27 mars : Ligue des champions de l'UEFA, quarts de finale aller : le Real Madrid s'impose 3-0 sur la pelouse de l'APOEL Nicosie avec un doublé de Karim Benzema[66]. Dans l'autre match de la soirée, le club londonien de Chelsea s'impose 1-0 sur la pelouse du Benfica Lisbonne avec un but de Salomon Kalou[67].
- 28 mars : Ligue des champions de l'UEFA, quarts de finale aller : le Bayern Munich s'impose 2-0 sur la pelouse de l'Olympique de Marseille, avec un but de Mario Gómez et un autre d'Arjen Robben[68]. Dans l'autre rencontre, au Stade Giuseppe-Meazza, le Milan AC et le FC Barcelone réalisent un match nul et vierge (0-0)[69].
- 30 mars : Championnat d'Allemagne : prolifique match nul entre le Borussia Dortmund et le VfB Stuttgart (4-4). Le Borussia menait pourtant 2-0 à la mi temps[70].

### Avril
- 1er avril : Championnat d'Italie : prolifique match entre l'Inter Milan et le Genoa CFC (5-4). 4 penaltys sont sifflés par l’arbitre de la rencontre[71].
- 3 avril : Ligue des champions de l'UEFA, quarts de finale retour : le FC Barcelone se qualifie pour les demi-finales en battant l'AC Milan (3-1)[72]. Il s'agira de la cinquième demi-finale consécutive du club catalan en C1[73]. Dans le même temps, le Bayern Munich élimine l'Olympique de Marseille avec un doublé d'Ivica Olić (2-0)[68].
- 4 avril : Ligue des champions de l'UEFA, quarts de finale retour : large victoire du Real Madrid sur l'APOEL Nicosie (5-2)[74], qui se qualifie pour les demi-finales de la compétition. Dans l'autre match, Chelsea élimine le Benfica Lisbonne en battant le club lisboète sur le score de 2 buts 1[75].
- 5 avril : Ligue Europa, quarts de finale retour : qualification du FC Valence qui élimine l'AZ Alkmaar. Même chose pour l'Athletic Bilbao qui écarte le club de Schalke 04. Sont également qualifiés pour les demis, le Sporting Portugal qui sort le Metalist Kharkiv, et l'Atlético de Madrid qui bat le club de Hanovre[76].
- 7 avril : Championnat d'Espagne : à noter la très large victoire du Rayo Vallecano sur le CA Osasuna (6-0)[77].
- 8 avril : Championnat de France : le Paris Saint-Germain s'impose 2 buts à 1 face à l'Olympique de Marseille, lors du Clasico. Les buts parisiens sont inscrits par Jérémy Ménez et Alex, l'unique but marseillais étant inscrit par André Ayew[78].
- 11 avril : Championnat d'Espagne : le Real Madrid l'emporte 4-1 sur la pelouse de l'Atlético de Madrid avec un triplé de Cristiano Ronaldo[79].
- 14 avril :
  - Coupe d'Angleterre, demi-finale : Liverpool s'impose 2-1 sur Everton et se qualifie pour la finale[80].
  - Championnat d'Angleterre : à noter la large victoire de Manchester City sur la pelouse de Norwich (1-6). Carlos Tévez inscrit 3 buts[81].
  - Coupe de la Ligue, finale : au Stade de France, l'Olympique de Marseille remporte la Coupe de la Ligue en battant l'Olympique lyonnais après prolongation. L'unique but de la partie est inscrit par l'attaquant brésilien Brandão[82]. C'est la troisième Coupe de la Ligue consécutive remportée par l'OM[83].
- 15 avril : Coupe d'Angleterre, demi-finale : Chelsea l'emporte 5-1 sur Tottenham et rejoint Liverpool en finale[84].
- 17 avril : Ligue des champions de l'UEFA, demi-finale aller : à l'Allianz Arena, le Bayern Munich s'impose 2-1 sur le club espagnol du Real Madrid[85].
- 18 avril : Ligue des champions de l'UEFA, demi-finale aller : à Stamford Bridge, le club de Chelsea l'emporte 1-0 sur le FC Barcelone[86].
- 19 avril : Ligue Europa, demi-finales aller : au stade Vicente-Calderón, l'Atlético de Madrid l'emporte 4-2 sur le club de Valence[87]. En parallèle, le Sporting Portugal s'impose 2-1 sur l'Athletic Bilbao à Lisbonne[88].
- 21 avril :
  - Championnat d'Espagne : le Real Madrid l'emporte 2-1 face au FC Barcelone à l'Estadi Camp Nou[89].
  - Le Borussia Dortmund est sacré champion d'Allemagne. Le Borussia conserve ainsi son titre acquis en 2011[90].
- 22 avril :
  - Championnat d'Italie : large victoire de la Juventus sur l'AS Rome (4-0)[91].
  - Championnat d'Angleterre : prolifique match nul entre Manchester United et Everton (4-4)[92].
  - Championnat de France : au Parc des Princes, le Paris Saint-Germain écrase le FC Sochaux sur le score de 6-1[93].
- 24 avril : Ligue des champions de l'UEFA, demi-finale retour : au Camp Nou, le club londonien de Chelsea tient en échec le FC Barcelone (score : 2-2). Au vu du match aller, c'est Chelsea qui est qualifié pour la finale. À noter, lors de ce match, l'expulsion du capitaine de Chelsea, John Terry, qui sera privé de finale[94].
- 25 avril : Ligue des champions de l'UEFA, demi-finale retour : à Santiago Bernabéu, le Real Madrid s'impose 2-1 sur le club allemand du Bayern Munich. Cependant, au vu du match aller, il y a égalité parfaite entre les deux équipes. La qualification se joue donc aux Tirs au but, et c'est le Bayern qui se qualifie, 3 t.a.b à 1[95].
- 29 avril : Ligue Europa, demi-finales retour : l'Atlético de Madrid l'emporte 1-0 sur le club de Valence et se qualifie pour la finale[96]. Même chose pour l'Athletic Bilbao qui écarte l'équipe du Sporting Portugal (3-1)[97]. La finale sera donc 100 % espagnole.
- 27 avril : Pep Guardiola annonce qu'il quitte son poste d'entraîneur du FC Barcelone à la fin de la saison. Le nom de son successeur est déjà connu : il s'agit de Tito Vilanova, son adjoint[98].

### Mai
- 1er mai : Roy Hodgson devient le nouveau sélectionneur de l'équipe d'Angleterre[99].
- 2 mai : 
  - Le Real Madrid est sacré champion d'Espagne à deux journées de la fin du championnat. Il s'agit du 32e titre de champion pour les madrilènes[100].
  - En inscrivant son 68e but de la saison, Lionel Messi (FC Barcelone) bat le record européen de buts marqués au cours d'une saison, record auparavant détenu par Gerd Müller[101].
- 5 mai : 
  - Coupe d'Angleterre, finale : à Wembley, Chelsea remporte la FA Cup en battant le club de Liverpool (score : 2-1)[102].
  - Championnat d'Espagne : dans le derby catalan, le FC Barcelone s'impose 4-0 sur l'Espanyol. Lionel Messi inscrit un quadruplé, et atteint la barre symbolique des 50 buts en une saison de championnat, ce qui constitue un record[103].
- 6 mai : Championnat d'Italie : la Juventus remporte son 28e scudetto en battant le club de Cagliari[104]. En parallèle, dans le derby milanais, l'Inter Milan s'impose 4-2 sur le Milan AC, avec un triplé de Diego Milito[105]. À noter également le spectaculaire match nul (4-4) entre les clubs de Palerme et du Chievo Vérone, avec notamment 3 buts de Miccoli[106].
- 9 mai : Ligue Europa, finale : au Stadionul Național de Bucarest, l'Atlético de Madrid remporte la Ligue Europa, en battant l'Athletic Bilbao (3-0)[107]. C'est la deuxième Ligue Europa gagnée par les colchoneros, après celle de 2010. Falcao inscrit 2 buts, terminant une nouvelle fois meilleur buteur de la compétition, avec 12 buts en 15 matchs[108].
- 12 mai : Coupe d'Allemagne, finale : le Borussia Dortmund remporte la DFB-Pokal en battant le Bayern Munich (5-2), avec trois buts de Lewandowski[109]. Le Borussia réalise ainsi le premier doublé Coupe / championnat de son histoire[110].
- 13 mai : Championnat d'Angleterre : Manchester City remporte le titre sur le fil devant Manchester United. Les deux équipes ont le même nombre de points (89), mais City possède une meilleure différence de buts que United (+ 64 contre + 56).
  - Championnat de France : cette avant-dernière journée voit la descente de l'AJ Auxerre en Ligue 2, après 32 saisons consécutives en Ligue 1.
- 17 mai : Ligue des champions féminine de l'UEFA, finale : au Stade olympique de Munich, l'Olympique lyonnais remporte la Ligue des champions féminine en battant les joueuses allemandes du FFC Francfort (2-0). L'Olympique lyonnais conserve ainsi son titre acquis en 2011.
- 19 mai : Ligue des champions de l'UEFA, finale : dans le stade de l'Allianz Arena, le club londonien de Chelsea remporte la Ligue des Champions, en battant le Bayern Munich aux Tirs au but (score : 1-1, 3-4 tab). C'est la toute première Ligue des champions remportée par Chelsea.
- 20 mai :  Montpellier est sacré champion de France avec 3 points d'avance sur le PSG. C'est le premier titre de champion pour les montpelliérains.
- 25 mai : Coupe d'Espagne, finale : le FC Barcelone remporte sa 26e Coupe du Roi en battant l'Athletic Bilbao 3 à 0 (avec un but de Pedro et deux buts de Lionel Messi).
- 30 mai : Claudio Ranieri devient le nouvel entraîneur de l'AS Monaco. Il remplace Marco Simone.

### Juin
- 2 juin, Championnat de France de football féminin : les joueuses de l'Olympique lyonnais sont sacrées championnes de France en battant 3-0 le club de Juvisy. Les lyonnaises réalisent un triplé historique : championnat, coupe de France et Ligue des champions.
- 4 juin :
  - Le footballeur belge Eden Hazard est transféré de Lille à Chelsea. Le montant du transfert s'élève à 40 millions d'euros.
  - Zdeněk Zeman devient le nouvel entraîneur de l'AS Rome. Il prend la succession de l'espagnol Luis Enrique. Zeman avait déjà entraîné le club romain entre 1997 et 1999.
- 6 juin : Manolo Preciado devient le nouvel entraîneur de Villarreal. Il meurt quelques heures plus tard d'une crise cardiaque.
- 8 juin : début de l'Euro 2012 en Ukraine et en Pologne. En match d'ouverture, la Pologne et la Grèce font match nul un but partout.
- 16 juin :
  - Harry Redknapp quitte son poste de manager de Tottenham.
  - Décès de Thierry Roland des suites d'un accident vasculaire cérébral.
- 19 juin : l'attaquant ivoirien Didier Drogba, en fin de contrat avec Chelsea, signe un contrat de 2 ans et demi en faveur du club chinois du Shanghai Shenhua. Son salaire s’élèverait à 12 millions d'euros par an (soit 248 000 euros par semaine).
- 20 juin : le footballeur français Marvin Martin signe pour 5 saisons en faveur du Lille OSC.
- 22 juin : Marc Keller rachète le Racing Club de Strasbourg pour un euro symbolique, alors que le club qui a subi une liquidation judiciaire en 2011 est promu en CFA mais présente un déficit de 1,4 million d'euros.
- 26 juin : Olivier Giroud, attaquant de Montpellier, s'engage en faveur du club londonien d'Arsenal.
- 27 juin, Euro 2012, demi-finale : l'Espagne bat le Portugal aux tirs au but et se qualifie pour la finale.
- 28 juin :
  - Le défenseur espagnol Jordi Alba quitte le Valence CF pour retourner au FC Barcelone, son club formateur.
  - Euro 2012, demi-finale : l'Italie élimine l'Allemagne 2 à 1 et se qualifie pour la finale.

### Juillet
- 1er juillet, Euro 2012, finale : l'Espagne remporte l'Euro 2012 en battant l'Italie par 4 à 0 (buts de David Silva, Jordi Alba, Fernando Torres et Juan Mata). C'est la première fois qu'une équipe remporte deux Championnats d'Europe d'affilée. Andrés Iniesta est élu Homme du match et Meilleur joueur de l'Euro alors que Fernando Torres est le meilleur buteur du tournoi avec trois buts. Vicente del Bosque devient le premier entraîneur de l'histoire à remporter la Coupe du monde, le Championnat d'Europe et la Ligue des champions.
- 2 juillet :
  - L'attaquant argentin Ezequiel Lavezzi est transféré de Naples au PSG. Le montant de la transaction s'élève à 31 millions d'euros.
  - La Juventus recrute les milieux de terrain Mauricio Isla et Kwadwo Asamoah. Ces deux joueurs évoluaient à l'Udinese.
- 4 juillet : 
  - Lukas Podolski, attaquant du FC Cologne, signe un contrat de "longue durée" en faveur du club londonien d'Arsenal[111].
- 6 juillet : l'attaquant ivoirien Salomon Kalou s'engage pour 4 ans en faveur du Lille OSC. Le joueur était en fin de contrat à Chelsea.
- 8 juillet : Didier Deschamps devient le nouveau sélectionneur de l'équipe de France.
- 14 juillet : le défenseur brésilien Thiago Silva quitte le Milan AC et signe pour 5 saisons en faveur du Paris Saint-Germain. Le transfert s'élève à 42 millions d'euros, plus 7 millions de bonus, ce qui constitue un nouveau record pour le championnat français.
- 16 juillet : Fabio Capello devient le nouveau sélectionneur de l'équipe de Russie.
- 18 juillet : l'attaquant suédois Zlatan Ibrahimović est transféré du Milan AC au Paris-Saint-Germain. Son salaire au PSG sera de 14 millions d'euros brut par mois, le montant du transfert s’élevant à 20 millions d'euros.
- 25 juillet :
  - Le club londonien de Chelsea recrute le milieu offensif brésilien Oscar en provenance du Sport Club Internacional. Le transfert avoisine les 32 millions d'euros.
  - Après de nombreuses négociations, le jeune attaquant italien Mattia Destro signe un contrat de 5 ans en faveur de l'AS Rome.

### Août
- 7 août : le footballeur espagnol Santi Cazorla quitte le club de Málaga et signe un contrat de "longue durée" en faveur d'Arsenal.
- 8 août : le Paris-Saint Germain recrute le jeune milieu offensif brésilien Lucas en provenance du São Paulo Futebol Clube. Le transfert est de 40 millions d'euros, un record pour un joueur évoluant au Brésil, et sera effectif en janvier 2013.
- 10 août : Joe Allen, jeune milieu de terrain de Swansea, signe un contrat de "longue durée" en faveur de Liverpool. Le transfert s'élève à 19 millions d'euros.
- 12 août : le club anglais de Manchester City recrute le jeune milieu de terrain Jack Rodwell en provenance d'Everton. Le transfert se monte à 20 millions d'euros.
- 14 août : le jeune footballeur argentin Lucas Ocampos est transféré du Club Atlético River Plate à l'AS Monaco. La transaction s'élève à plus de 11 millions d'euros, un record pour un club évoluant en Ligue 2.
- 17 août : Robin van Persie, attaquant néerlandais d'Arsenal, paraphe un contrat de 4 ans en faveur de Manchester United. Le transfert avoisine les 30 millions d'euros.
- 20 août : le footballeur camerounais Alexandre Song quitte le club anglais d'Arsenal et s'engage en faveur du FC Barcelone. L'indemnité de transfert versé au club londonien est de 19 millions d'euros.
- 27 août : après de longues négociations, le footballeur croate Luka Modrić quitte l'équipe de Tottenham et rejoint le club espagnol du Real Madrid. La transaction se chiffre à 35 millions d'euros, plus 7 millions de bonus.
- 29 août :
  - Supercoupe d'Espagne : le Real Madrid remporte la Supercoupe d'Espagne en battant le FC Barcelone malgré l'égalité au total des deux scores : 4-4, le Real Madrid a remporté la prestigieuse Supercoupe pour leur neuvième fois en raison de la règle des buts marqués à l'extérieur.
  - Le Bayern Munich recrute le footballeur espagnol Javi Martínez en provenance de l'Athletic Bilbao. Le transfert s'élève à 40 millions d'euros, ce qui constitue un record en Allemagne.
- 30 août : l'international espagnol Andrés Iniesta (FC Barcelone) est désigné Meilleur joueur d'Europe de l'année lors des UEFA Club Football Awards.
- 31 août :
  - Supercoupe de l'UEFA : au Stade Louis-II de Monaco, le club espagnol de l'Atlético de Madrid remporte la Supercoupe de l'UEFA en battant le club anglais de Chelsea sur le score de 4 à 1, avec notamment un triplé de l'attaquant colombien Falcao.
  - Hugo Lloris, gardien de but français de l'Olympique lyonnais, paraphe un contrat de 4 ans en faveur du club anglais de Tottenham. Le transfert s'élève à 10 millions d'euros, plus 5 millions de bonus.

### Septembre
- 2 septembre, Championnat d'Italie : l'AS Rome s'impose 3-1 sur la pelouse de l'Inter Milan.
- 3 septembre, le Zénith Saint-Pétersbourg engage l'attaquant brésilien Hulk et le milieu offensif belge Axel Witsel. Le transfert du brésilien se monte à 60 millions d'euros, celui du belge s'élève à 40 millions d'euros.
- 5 septembre: Xavi Hernández (FC Barcelone) et Iker Casillas (Real Madrid) reçoivent le Prix Prince des Asturies des sports.
- 18 septembre, ligue des champions de l'UEFA, 1re journée :
  - Groupe A : Paris Saint-Germain 4-1 Dynamo Kiev
  - Groupe B : Montpellier HSC 1-2 Arsenal FC
  - Groupe D : Real Madrid 3-2 Manchester City
- 19 septembre, ligue des champions de l'UEFA, 1re journée :
  - Groupe E : Chelsea FC 2-2 Juventus
  - Groupe F : Lille OSC 1-3 BATE Borissov
  - Groupe F : Bayern Munich 2-1 Valence CF
- 23 septembre, championnat d'Angleterre : match nul (1-1) entre Manchester City et Arsenal. Dans le même temps, Manchester United s'impose 2-1 sur la pelouse de Liverpool.
- 28 septembre : Lionel Messi (FC Barcelone) remporte son troisième Onze d'or consécutif.
- 29 septembre, championnat d'Italie : la Juventus s'impose 4-1 sur l'AS Rome.
- 30 septembre, championnat de France, septième journée : Valenciennes l'emporte 4-1 sur l'Olympique de Marseille. C'est la 1re défaite de la saison pour les olympiens, après une série de 6 victoires consécutives en Ligue 1.

### Octobre
- 2 octobre, Ligue des champions de l'UEFA, 2e journée :
  - Groupe F : Valence CF 2-0 Lille OSC
  - Groupe G : Benfica Lisbonne 0-2 FC Barcelone
- 3 octobre, Ligue des champions de l'UEFA, 2e journée :
  - Groupe A : FC Porto 1-0 Paris Saint-Germain
  - Groupe B : Schalke 04 2-2 Montpellier HSC
  - Groupe C : RSC Anderlecht 0-3 Málaga CF
  - Groupe D : Manchester City 1-1 Borussia Dortmund
  - Groupe D : Ajax Amsterdam 1-4 Real Madrid
- 7 octobre :
  - Championnat d'Italie : dans le derby de la Madonnina, l'Inter Milan l'emporte 1-0 sur le Milan AC, avec un but du défenseur argentin Walter Samuel.
  - Championnat d'Espagne : au Camp Nou, le FC Barcelone et le Real Madrid font match nul (2-2). Les buts sont inscrits par Lionel Messi (x2) et Cristiano Ronaldo (x2).
- 16 octobre, éliminatoires de la Coupe du monde 2014 : prolifique match nul entre l'Allemagne et la Suède (4-4). Les Allemands menaient pourtant 4-0 après 60 minutes de jeu.
- 20 octobre :
  - Championnat d'Angleterre : Chelsea s'impose 4-2 sur la pelouse de Tottenham, avec un doublé du milieu offensif espagnol Juan Mata.
  - Championnat d'Espagne : au stade du Riazor, prolifique match entre le Deportivo La Corogne et le FC Barcelone (4-5). Lionel Messi inscrit 3 buts en faveur des Blaugrana.
- 23 octobre, Ligue des champions de l'UEFA, 3e journée :
  - Groupe F : Lille OSC 0-1 Bayern Munich
- 24 octobre, Ligue des champions de l'UEFA, 3e journée :
  - Groupe A : Dinamo Zagreb 0-2 Paris Saint-Germain
  - Groupe B : Montpellier HSC 1-2 Olympiakos Le Pirée
  - Groupe C : Zénith Saint-Pétersbourg 1-0 RSC Anderlecht
  - Groupe D : Ajax Amsterdam 3-1 Manchester City
  - Groupe D : Borussia Dortmund 2-1 Real Madrid
- 28 octobre :
  - Championnat d'Angleterre : Manchester United s'impose 2-3 sur la pelouse de Chelsea.
  - Championnat de France : au stade du Moustoir, prolifique match nul entre le FC Lorient et l'AC Ajaccio (4-4). Les corses menaient pourtant 4-1 à la mi temps.
  - Championnat d'Allemagne : première défaite en championnat pour le Bayern Munich, qui chute à domicile face au Bayer Leverkusen (1-2). Les bavarois restaient sur une série de 8 victoires consécutives en Bundesliga.

### Novembre
- 3 novembre : 
  - Championnat d'Italie : l'Inter Milan gagne 3-1 sur la pelouse de la Juventus. La Juventus était invaincue depuis 49 rencontres en Serie A.
  - Championnat d'Angleterre : au stade d'Old Trafford, Manchester United l'emporte 2-1 sur le club londonien d'Arsenal et s'empare de la tête du classement.
  - Championnat de France : l'AS Saint-Étienne s'impose 2-1 sur la pelouse du Paris Saint-Germain. C'est la première défaite de la saison en championnat pour le PSG. À noter, lors de ce match, l’expulsion de l'attaquant parisien Zlatan Ibrahimović.
- 6 novembre, Ligue des champions de l'UEFA, 4e journée :
  - Groupe A : Paris Saint-Germain 4-0 Dinamo Zagreb
  - Groupe B : Olympiakos Le Pirée 3-1 Montpellier HSC
  - Groupe C : RSC Anderlecht 1-0 Zénith Saint-Pétersbourg
  - Groupe D : Manchester City 2-2 Ajax Amsterdam
  - Groupe D : Real Madrid 2-2 Borussia Dortmund
- 7 novembre, Ligue des champions de l'UEFA, 4e journée :
  - Groupe F : Bayern Munich 6-1 Lille OSC
  - Groupe G : Celtic Glasgow 2-1 FC Barcelone
- 8 novembre : le footballeur français Yann M'Vila est suspendu de toutes sélections nationales jusqu'au 30 juin 2014, à la suite d'une virée nocturne avec d'autres joueurs de l'équipe de France espoirs.
- 10 novembre, Championnat d'Italie : à noter la large victoire de la Juventus sur le club de Pescara (6-1). Fabio Quagliarella inscrit 3 buts.
- 11 novembre : à la suite de ses deux buts marqués contre Majorque, Lionel Messi totalise 76 buts inscrits au cours de l'année 2012 (64 avec le FC Barcelone et 12 avec l'Argentine) et bat ainsi le record de Pelé qui en avait marqué 75 en 1958[112].
- 14 novembre : parmi les matchs amicaux du jour, à noter la victoire de la Suède sur l'Angleterre (4-2), avec un quadruplé de l'attaquant Zlatan Ibrahimović dont un magnifique but, une retournée d'environ 35 m.
- 17 novembre :
  - Championnat d'Angleterre : dans le North London derby, Arsenal s'impose 5-2 sur le club de Tottenham.
  - Championnat de France : surprise au Parc des Princes avec la défaite du Paris Saint-Germain face au Stade rennais (1-2). Les Bretons évoluent pourtant à neuf, à la suite de l'expulsion de Benoît Costil et de Jean II Makoun.
- 20 novembre, Ligue des champions de l'UEFA, 5e journée :
  - Groupe E : Juventus 3-0 Chelsea FC
  - Groupe F : BATE Borissov 0-2 Lille OSC
  - Groupe F : Valence CF 1-1 Bayern Munich

- 21 novembre :
  - Roberto Di Matteo est limogé de son poste d'entraîneur de Chelsea, à la suite d'une série de mauvais résultats. Rafael Benítez le remplace.
  - Ligue des champions de l'UEFA, 5e journée :
    - Groupe A : Dynamo Kiev 0-2 Paris Saint-Germain
    - Groupe B : Arsenal FC 2-0 Montpellier HSC
    - Groupe C : RSC Anderlecht 1-3 Milan AC
    - Groupe D : Ajax Amsterdam 1-4 Borussia Dortmund
    - Groupe D : Manchester City 1-1 Real Madrid
- 25 novembre, Championnat d'Italie : à San Siro, l'Inter Milan l'emporte 1-0 sur la Juventus. L'unique but de la partie est inscrit par le brésilien Robinho sur penalty.
- 28 novembre :
  - Championnat de France : L'Olympique lyonnais s'impose 4-1 sur la pelouse de l'Olympique de Marseille, avec notamment un triplé de l'attaquant Bafétimbi Gomis.
- 29 novembre : Luiz Felipe Scolari devient le nouveau sélectionneur de l'équipe du Brésil.

### Décembre
- 4 décembre, Ligue des champions de l'UEFA, 6e journée :
  - Groupe A : Paris Saint-Germain 2-1 FC Porto
  - Groupe B : Montpellier HSC 1-1 Schalke 04
  - Groupe C : Málaga CF 2-2 RSC Anderlecht
  - Groupe D : Borussia Dortmund 1-0 Manchester City
  - Groupe D : Real Madrid 4-1 Ajax Amsterdam
- 5 décembre, Ligue des champions de l'UEFA, 6e journée :
  - Groupe F : Lille OSC 0-1 Valence CF
- 9 décembre, Championnat d'Espagne : Lionel Messi marque les deux buts de la victoire du FC Barcelone sur le terrain du Betis et bat, avec 86 buts en 2012, le record de buts au cours d'une année civile de Gerd Müller, qui datait de 1972. À noter aussi la très large victoire de l'Atlético Madrid sur le Deportivo La Corogne, avec cinq buts du Colombien Falcao.
- 11 décembre, Coupe de la Ligue anglaise, quarts de finale : grosse surprise avec l'élimination d'Arsenal par le club de Bradford (4e division).
- 16 décembre :
  - Championnat d'Espagne : lors du match au sommet de la 16e journée, le FC Barcelone bat son dauphin l'Atlético de Madrid 4 à 1 au Camp Nou. Barcelone est champion d'hiver.
  - Huub Stevens est licencié de son poste d'entraîneur de Schalke 04.
- 19 décembre : Tito Vilanova, entraîneur du FC Barcelone, est hospitalisé d'urgence et opéré à la suite d'une rechute de son cancer. Il est remplacé par son adjoint, Jordi Roura.
- 21 décembre : le club espagnol de Malaga se voit exclu de toutes les compétitions organisées par l'UEFA, en raison de dettes trop importantes.
- 22 décembre, Championnat d'Espagne : le FC Barcelone s'impose 3 à 1 sur le terrain du Real Valladolid. Le club blaugrana compte 9 désormais points d'avance sur l'Atlético de Madrid et 16 sur le Real Madrid. Lionel Messi termine l'année en inscrivant son 91e but, toutes compétitions confondues, ce qui constitue, d'après la FIFA, un record.
- 23 décembre, Championnat d'Angleterre : à noter la très large victoire de Chelsea sur Aston Villa : 8-0 !
- 29 décembre, Championnat d'Angleterre : prolifique match entre Arsenal et Newcastle (7-3). Theo Walcott inscrit 3 buts en faveur des Gunners.

## Dates à préciser
- Coupe d'Afrique des nations de football 2012 du 21 janvier 2012 au 12 février 2012
- Championnat d'Europe de football 2012 du 8 juin 2012 au 1er juillet 2012
- Échéance du plan Footpro 2012 de la Ligue française de football initié en 2007

## Principaux champions nationaux 2011-2012
- Algérie : ES Sétif
- Allemagne : Borussia Dortmund
- Angleterre : Manchester City
- Autriche : Red Bull Salzbourg
- Belgique : RSC Anderlecht
- Écosse : Celtic FC
- Espagne : Real Madrid
- France : Montpellier HSC
- Grèce : Olympiakos
- Italie : Juventus
- Maroc : Moghreb de Tétouan
- Pays-Bas : Ajax Amsterdam
- Portugal : FC Porto
- Russie : Zénith Saint-Pétersbourg
- Sénégal : Casa Sports
- Suisse : FC Bâle
- Tunisie : Espérance de Tunis
- Turquie : Galatasaray

## Principaux décès
- Thierry Roland, journaliste français.
- Jules Bocandé, footballeur sénégalais.
- Piermario Morosini, footballeur italien.
- Rashidi Yekini, footballeur nigérian.
- Giorgio Chinaglia, footballeur italien.
- Armand Penverne, footballeur français.
- Helmut Haller, footballeur allemand.
- Włodzimierz Smolarek, footballeur polonais.